# Pescicani - Contrabbando giallo
Pescicani - Contrabbando giallo (I Cover the Waterfront) è un film del 1933 diretto da James Cruze. La storia si basa su di un libro dallo stesso titolo il cui autore, Max Miller (1899-1967), era un giornalista che si era, nella sua carriera, occupato a San Diego di diversi casi simili.
I Cover the Waterfront è il titolo di una canzone che è presente nel film solo in versione strumentale. La canzone, musica di Johnny Green e parole di Edward Heyman, è diventata un pezzo standard del jazz.

## Trama
Un reporter indaga sulle attività illecite che si svolgono nella zona del porto. Nel corso delle sue indagine, conosce e si innamora di Julie, la figlia dell'uomo che è oggetto della sua inchiesta.

## Produzione
Il film fu prodotto dalla Edward Small Productions (con il nome Reliance Pictures Inc.) e Joseph M. Schenck Productions.

## Distribuzione
Distribuito dalla United Artists, il film uscì nelle sale cinematografiche USA il 19 maggio 1933.